# Lac Emerald (Yukon)
Pour les articles homonymes, voir Lac Emerald.
Le lac Emerald est un lac du sud du Yukon au Canada connu pour la couleur vert émeraude de ses eaux. Il se situe à 60 kilomètres de la capitale du Yukon, Whitehorse, et à 117 km de Skagway (Alaska), au nord de Carcross, le long de la Klondike Highway, à l'altitude moyenne de 1 795 m.
Sa couleur provient de la réflexion de la lumière sur les dépôts blancs d'argile et de carbonate de calcium de ses profondeurs lesquels proviennent du mélange du calcaire de la période glaciaire avec le calcium transporté par les eaux en provenance des montagnes. Cette haute teneur en carbonate de calcium est le résultat de l'érosion des montagnes voisines par les glaciers, il y a 14 000 ans.
Le lac Emerald, du fait de sa position le long de la Klondike Highway, est une destination touristique importante. On retrouve sur l'aire de stationnement aménagée différents panneaux expliquant la formation géologique de ce lac et les raisons de sa couleur.
À proximité se trouve le lac Spirit aux couleurs semblables.